# Sobór Obrazu Chrystusa Zbawiciela Nie Ludzką Ręką Uczynionego w Pawłohradzie
Sobór Obrazu Chrystusa Zbawiciela Nie Ludzką Ręką Uczynionego – zabytkowy prawosławny sobór w Pawłohradzie, konkatedra eparchii dniepropetrowskiej Ukraińskiego Kościoła Prawosławnego Patriarchatu Moskiewskiego.

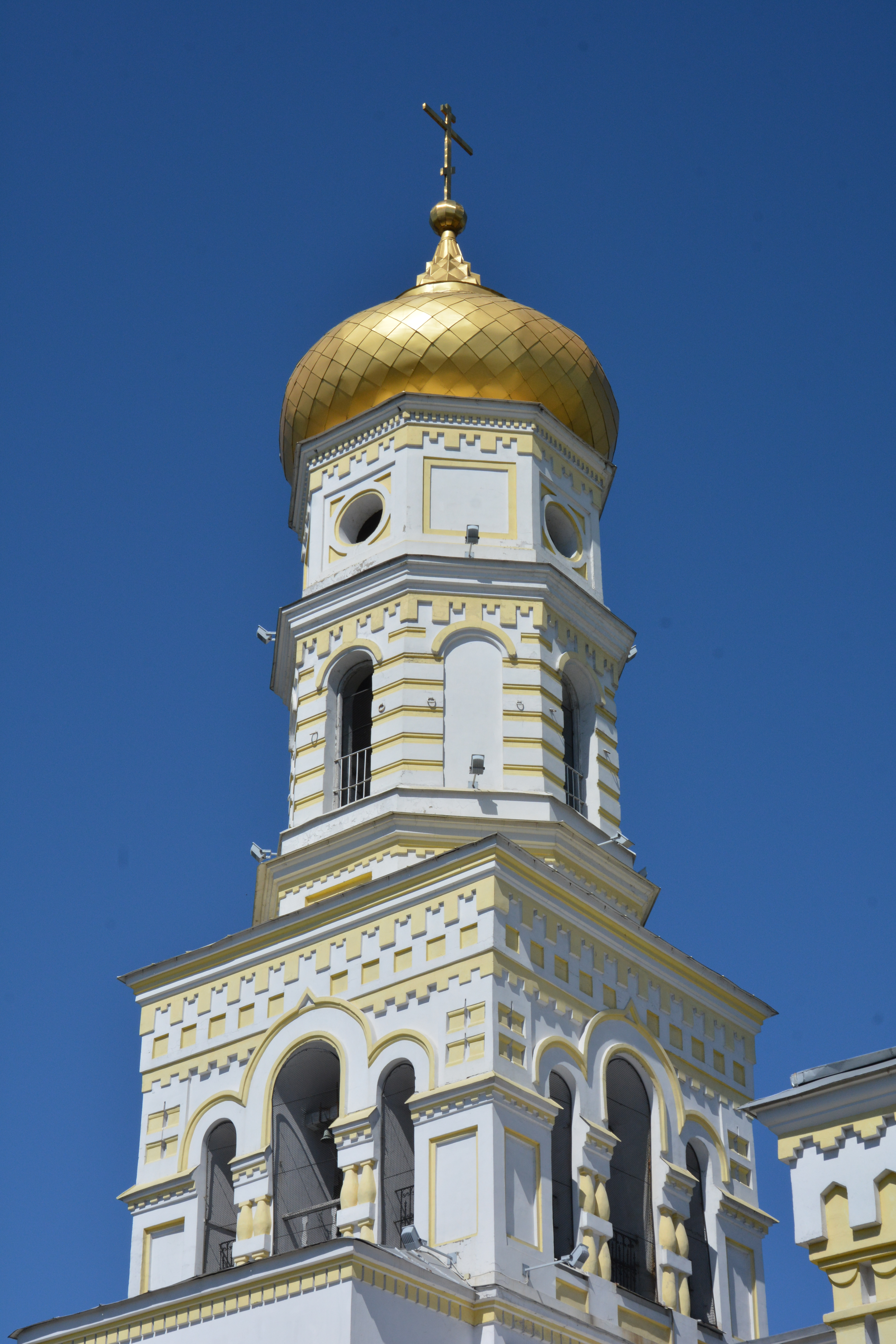
Dzwonnica

Świątynia powstała z inicjatywy i środków mieszkańca Pawłohradu Jakowa Fiodorowicza Gołubickiego. W 1892 r. protojerej Joann Siergijew (znany jako św. Jan Kronsztadzki) poświęcił miejsce pod budowę oraz kamień węgielny soboru. W 1898 r. oddano do użytku wzniesioną z kamienia świątynię z trzema ołtarzami – głównym (Obrazu Chrystusa Zbawiciela Nie Ludzką Ręką Uczynionego) i bocznymi (południowym – Zwiastowania Przenajświętszej Bogurodzicy i północnym – św. Mikołaja Cudotwórcy). Na początku XX w. przy soborze działała biblioteka (której księgozbiór liczył 307 tomów) oraz – otwarte w 1904 r. – dwie szkoły gramoty.
Po rewolucji październikowej sobór pozostał czynny (jako jedyna świątynia w mieście). Budowla uległa znacznym uszkodzeniom podczas bombardowania Pawłohradu w 1943 r. Świątynię zamknięto w 1960 r.; w obiekcie urządzono salę sportową, natomiast od strony zachodniej wzniesiono budynek szkolny (zniszczono wtedy nagrobki fundatora świątyni i jego żony).
Świątynia została zwrócona wiernym w 1991 r. Po wykonaniu niezbędnych prac renowacyjnych, sobór został poświęcony 15 lutego 1995 r. (w uroczystość Spotkania Pańskiego). Następnie odrestaurowano ikonostasy i boczne ołtarze, które poświęcono 13 lipca 1996 r.
W 1994 r. wiernym przekazano znajdujący się w bezpośrednim sąsiedztwie soboru dwukondygnacyjny budynek, w którym urządzono baptysterium, bibliotekę, kancelarię, szkółkę niedzielną, pracownię wypieku prosfor oraz refektarz.
W 2002 r. zakończono rozpisywanie fresków wewnątrz świątyni.
W soborze znajdują się liczne ikony (m.in. kopia Poczajowskiej Ikony Matki Bożej) i relikwie. Mieści się też kącik pamięci, poświęcony m.in. poległym w wielkiej wojnie ojczyźnianej i ofiarom katastrofy w Czarnobylu.
Od sierpnia 2005 r. przy soborze wydawany jest rosyjskojęzyczny miesięcznik „Wiestnik Pawłogradskogo błagoczinija”.